# Stuart Abbott
Pour les articles homonymes, voir Abbott.
Pas d'image ? Cliquez ici

a Compétitions nationales et continentales officielles uniquement.

b Matchs officiels uniquement.
Stuart Richard Abbott, né le 3 juin 1978 au Cap, est un joueur de rugby à XV, international anglais ayant évolué au poste de trois-quarts centre. Il fait partie de la sélection anglaise championne du monde en 2003.

## Biographie

### En club
Natif du Cap, Stuart Abbott connaît des sélections en équipe d'Afrique du Sud des moins de 23 ans en 1996. Il commence sa carrière professionnelle en 1999 avec l'équipe des Griffons avec qui il dispute la Vodacom Cup puis la Currie Cup. Puis, il rejoint les Leicester Tigers avec lesquels il fait ses premiers pas dans le Championnat d'Angleterre. Il ne joue que deux matchs avec le club anglais avant de revenir en Afrique du Sud l'année suivante pour jouer avec les Stormers dans le super 12 et avec la Western Province en Vodacom Cup. Après cette expérience dans l'hémisphère sud, il revient jouer en Europe. Il rejoint les London Wasps avec qui il découvre la coupe d'Europe. Il reste avec l'équipe londonienne pendant cinq saisons et remporte trois titres de champion d'Angleterre et deux trophées européens. Il rejoint en 2006 le club promu des Harlequins. En 2007, âgé de 29 ans, il décide de mettre fin à sa carrière à la suite d'une grave blessure à l'épaule.

### En équipe nationale
Il obtient sa première cape internationale le 23 août 2003, à l’occasion d’un match contre l'équipe du pays de Galles. Il fait partie de la sélection anglaise qui devient championne du monde en 2003. Il dispute deux matchs de poule contre les Samoa et l'Uruguay ainsi que le quart de finale contre le pays de Galles. Il dispute une rencontre du Tournoi des six nations 2006 contre l'Irlande. C'est son unique match disputé avec le XV de la rose dans le cadre du tournoi. Il a sa dernière sélection quelques mois plus tard contre l'Australie pendant la tournée d'été.

## Palmarès

### En club
- Leicester Tigers
  - vainqueur du Championnat d'Angleterre en 2000
- London Wasps
  - vainqueur du champion d'Angleterre en 2003, 2004 et 2005
  - vainqueur de la coupe d'Europe en 2004
  - vainqueur du challenge européen en 2003

### En équipe nationale
- Champion du monde en 2003

## Statistiques en équipe nationale
- 9 sélections
- 10 points (2 essais)
- Sélections par année : 5 en 2003, 2 en 2004, 2 en  2006